# Diviš z Talmberka
Diviš z Talmberka († 1415?) byl český šlechtic, příslušník rodu pánů z Talmberka a od 10. září 1400 purkrabí Pražského hradu.

## Život
Po smrti svého otce Viléma z Talmberka Diviš převzal majetky rodu včetně hradu Talmberk, stejnojmenné vesnice a vesnic přilehlých. V roce 1390 vládu nad hradem Talmberk přepadením převzal Havel Medek z Valdeka za pomoci svého bratra Viléma a Diviše uvěznili. V roce 1397 byl Havel Medek z Valdeka odsouzen jako narušitel míru.
Dne 10. září 1400 byl Diviš z Talmberka jmenován purkrabím Pražského hradu. V témže roce prodal část majetku sázavskému klášteru, roku 1401 zapsal část talmberského panství jako věno své manželce Štěpánce a rok později odprodal další část panství anenskému klášteru, kde byla roku 1419 jednou z jeptišek jeho příbuzná Žofie z Talmberka. Diviš během oprav Talmberka do roku 1414 pobýval v Praze, poté se na Talmberk opět přestěhoval.
Datum úmrtí je nejisté. Podle Augusta Sedláčka byl naposledy zmíněn roku 1415 jako patron úžického kostela, ale podle Marka Rubeše zmínka o patronátu pochází z roku 1414 a následujícího roku Diviš ještě svědčil ve sporu o majetek Budka z Kojetic.
Nutno podotknout, že v pramenech se nachází téže Diviš z Talmberka a Miličína (1352–1413), který působil jako purkrabí ve službách Rožmberků, kdežto Diviš z Talmberka ve službách Václava IV. Pravděpodobně se jednalo o dvě rozdílné osoby.

## V populární kultuře
Diviš je jedna z postav ve hře Kingdom Come: Deliverance.